# Флашпамет
Вижте пояснителната страница за други значения на Флаш.
Флашпаметта е вид енергонезависима препрограмируема компютърна памет. Реализира се върху полупроводникови чипове по планарна технология.

## История
Флашпаметта е изобретена от Фудзио Масуока – инженер в компанията Toshiba, през 1984 г. Наименованието „флаш“ е предложено от неговия колега Сьодзи Ариидзуми въз основата на това, че процесът на изтриване на паметта му напомнял фотосветкавица (на английски: flash). Масуока представил своята разработка на IEEE 1984 International Electron Devices Meeting (IEDM), проведена в Сан Франциско, Калифорния. Intel забелязала големия потенциал на изобретението и през 1988 г. произвежда първия търговски флаш чип от тип NOR.
NAND тип на флашпамет е анонсиран за първи път от Toshiba през 1989 г. на International Solid-State Circuits Conference. За него е характерна по-голяма скорост на запис и по-малка площ на чипа.

## Принцип на действие
Произвеждат се два основни типа флашпамет: NOR (логика NOT OR) и NAND (логика NOT AND). И в двата типа памет като елементарни клетки за съхранение на информацията се използват полеви транзистори.
Флашпаметта може да бъде прочетена произволен брой пъти, но записването в нея е ограничено (обикновено около 10 000 пъти). Причината е, че за извършването на запис е необходимо отначало да се изтрие участъкът от паметта, а участъкът може да издържи само ограничен брой изтривания. Тъй като изтриването става на цели участъци, не е възможно да се замени само един бит или байт, без да се изтрие целият участък (това ограничение се отнася за най-популярния тип флашпамет – NAND).

## Предимства и недостатъци
Предимството на флашпаметта пред RAM и DRAM паметите е нейната енергонезависимост – при изключване на захранването съдържанието на паметта се запазва. Предимството ѝ пред твърдите дискове, CD-ROM и DVD е отсъствието на движещи се части. Затова флашпаметта е компактна, евтина (като се отчете стойността на устройствата за четене и запис при посочените) и предоставя по-бърз достъп.
Недостатък в сравнение с твърдите дискове е по-високият коефициент байт/цена.
Благодарение на компактността, ниската цена и липсата на нужда от захранване, флашпаметта се използва широко във вид на флашкарти в портативни устройства, работещи с батерии – цифрови фотоапарати и видеокамери, цифрови диктофони, MP3 плейъри, PDA и др. Във формата на USB флаш се използва за съхранение на информация в компютрите. Вграденото програмно осигуряване в различни мрежови и периферни устройства (рутери, принтери, скенери) също все по-често се записва на този тип памет.